# Стшельці (Кутновський повіт)
Стшельце (пол. Strzelce) — село в Польщі, у гміні Стшельці Кутновського повіту Лодзинського воєводства.
Населення — 669 осіб (2011).
У 1975-1998 роках село належало до Плоцького воєводства.

## Демографія
Демографічна структура станом на 31 березня 2011 року:
|          | Загалом | Допрацездатний вік | Працездатний вік | Постпрацездатний вік |
| -------- | ------- | ------------------ | ---------------- | -------------------- |
| Чоловіки | 321     | 72                 | 220              | 29                   |
| Жінки    | 348     | 60                 | 215              | 73                   |
| Разом    | 669     | 132                | 435              | 102                  |